# Église Saint-Pierre-l'Estrier d'Autun
L'église Saint-Pierre-l'Estrier est une église catholique située à Autun, en France.

## Localisation
L'église est située dans le département français de Saône-et-Loire, sur la commune d'Autun dans la partie de l'ancienne commune de Saint-Pantaléon, à environ 2 km au nord-est de la ville antique du Ier siècle et du centre actuel.

## Histoire
L'église date du XIe siècle, à l'emplacement d'une petite basilique ou monastère paleo-chrétien attesté en 843 comme Saint-Pierre, à proximité de l'église Saint-Étienne d'alors. Le site comporte également un cimetière qui a été utilisé avant la christianisation, puis du IIIe au Ve siècle, ainsi que, à 50 m de l'église, la première inscription mentionnant le Christ en Gaule romaine, datant de la même époque : l'inscription grecque de Pectorios.
Au milieu du XVIIIe siècle, une partie de l'église Saint-Étienne et des mausolées funéraires du Bas-Empire sont encore visibles. Un rapport de 1750 décrit l'église Saint-Pierre comme « fort laide et irrégulière » mais l'église a alors toujours son clocher et sa sacristie, qu'un témoignage donne détruits en 1836, époque où l'église sert de grange.
L'édifice a été classé au titre des monuments historiques en 1979. Une campagne de fouille effectuée dans les années suivantes a permis de dégager des vestiges des Ier et IIe siècles.
Une nouvelle campagne de fouille, qui porte de juin à août 2020 sur le cimetière paleo-chrétien attenant, permet de dégager 150 sépultures, dont certaines comportent des sarcophages en grès, des coffrages en tuiles, des cercueils de bois ou de plomb… Un des cercueils de plomb est resté fermé depuis l'origine et devrait livrer ses secrets à la fin de la fouille. En outre divers objets de valeur dont un vase diatrète en verre — le premier découvert en France — ont été trouvés sur le site. Il fut retrouvé brisé à l'intérieur d'un sarcophage et fut brillamment restauré. A l'intérieur des restes d'ambre gris. De petite dimensions ce vase en verre blanc d'un seul bloc, fait 16 cm de diamètre sur un peu moins de 13 cm de hauteur et porte en gravure le texte latin : " VIVAS FÉLICITER (vis avec félicité). Son propriétaire n'a pu être identifié, mais certainement un personnage important car l'objet est d'une grande valeur, sa fabrication représentant plusieurs mois de travail. Vraisemblablement fabriqué vers Cologne en Allemagne.